# Шедем
Шедем (словен. Šedem) — поселення в общині Кршко, Споднєпосавський регіон, Словенія. Висота над рівнем моря: 423,2 м.